# NGC 3731
NGC 3731 (również PGC 35731 lub UGC 6553) – galaktyka eliptyczna (E), znajdująca się w gwiazdozbiorze Lwa. Odkrył ją William Herschel 12 kwietnia 1784 roku. Jest to galaktyka z aktywnym jądrem typu LINER.